# Kostel Saint-Julien-le-Pauvre
Kostel Saint-Julien-le-Pauvre (neboli svatého Juliána Chudého) je katolický farní kostel v 5. obvodu v Paříži v Latinské čtvrti. Užívá jej melchitská řeckokatolická církev.

## Historie
Na místě stávala již v raném středověku malá špitální kaple na křižovatce dvou hlavních římských silnic, která byla zničena během invaze Normanů v roce 886. Její ruiny daroval Jindřich I. kolem roku 1030 pařížskému biskupovi. Stavba současného kostela byla zahájena kolem roku 1170 a dokončena kolem roku 1240, takže dnes je kostel jedním z nejstarších v Paříži.
Od 13. století sloužil jako univerzitní kostel, kde se na shromáždění volil rektor Pařížské univerzity. V roce 1524 byl během studentské rebelie poničen a dlouho byl uzavřen. V roce 1651 získal nové průčelí a v roce 1655 se stal kaplí nemocnice Hôtel-Dieu na ostrově Cité. Během Francouzské revoluce byl prohlášen za národní majetek a v roce 1790 byl přeměněn na skladiště soli. Náboženským účelům byl opět vrácen v roce 1826 a v roce 1889 zasvěcen melkitskému ritu. V roce 1900 byl zřízen ikonostas, který odděluje kněžiště od hlavní lodi.